# 553
Cette page concerne l'année 553  du calendrier julien. Pour l'année 553 av. J.-C., voir 553 av. J.-C. Pour le nombre 553, voir 553 (nombre).
L'année 553 est une année commune qui commence un mercredi.

## Événements
- Le roi des Nobates Silco transfère sa capitale à Faras, au nord d’Ouadi-Halfa, et se proclame roi des Nubiens et de tous les Éthiopiens[1].
- Après la mort de Bumin (552), son fils Mugan Kaghan lui succède à la tête des Türüks ou Köktürks (553-572). Son oncle Istemi Kaghan dirige les provinces occidentales de l’empire (553-575): Dzoungarie, vallées du Youldouz, du Tchou, de l’Ili et du Talas[2].
- En Chine, rattachement du Sichuan et du Hubei à l’empire des Wei occidentaux[3].

### Europe
- Mars : émeutes des pauvres[4],[5]. Agitation à Constantinople provoquée par une altération de la monnaie de bronze ; Justinien fait rétablir l'ancienne valeur[4]. Remises d’impôts[6].
- 4 mai-2 juin : tenue du cinquième concile œcuménique de Constantinople II, convoqué par Justinien[7]. Condamnation du nestorianisme et des « Trois Chapitres ». Condamnation de certains points de la doctrine d’Origène. Le pape Vigile, bien que retenu dans la ville, refuse de s’y rendre ainsi que la grande majorité des évêques d’Occident. Vigile est exilé par l’empereur dans une île de la mer de Marmara. Il cède finalement et est autorisé à retourner à Rome mais meurt en cours de route à Syracuse en 555[8].
- Juin : les comtes Butilin et Leutharis envahissent la plaine du Pô et avancent jusqu'à Messine en dévastant tout sur leur passage[9]. La reconquête byzantine de l'Italie est pratiquement complète. Les Ostrogoths appellent alors à l’aide les Francs et les Alamans qui pillent le pays mais seront décimés par les maladies et écrasés à Casilinum, près de Capoue en 554 par les Byzantins[10].

## Naissances en 553
- Bertrand du Mans, évêque du Mans.

## Décès en 553
- Fulcaris, chef hérule.
- Teias, roi des Ostrogoths d'Italie depuis 552.